# 16 Geminorum
16 Geminorum är en vit stjärna i huvudserien i stjärnbilden Tvillingarna.
16 Geminorum har visuell magnitud +6,22 och är svagt synlig vid mycket god seeing. Den befinner sig på ett avstånd av ungefär 465 ljusår.